# Trasmoz
Trasmoz est une commune d’Espagne, dans la province de Saragosse, communauté autonome d'Aragon. Elle appartient à la comarque de Tarazona y el Moncayo.

## Histoire
Dans l'Antiquité, ce village était réputé pour sa médecine.[réf. souhaitée]
Au cours du XIIIe siècle, Trasmoz acquit la réputation d'être un village de sorcières. Le village, en conflit avec le monastère de Veruela, fut excommunié et maudit par l'archevêque local, avec le soutien du pape Jules II, en 1511.

## Démographie
96 habitants